# پلیمریزاسیون مرحله‌ای

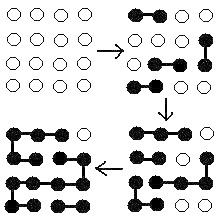
یک نمایش عمومی از پلیمریزاسیون مرحله ای. (نقاط سفید منفرد نشان دهنده مونومرها و زنجیره‌های سیاه نشان دهنده الیگومرها و پلیمرها هستند)

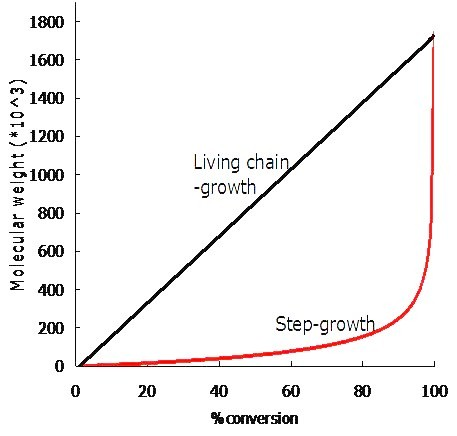
مقایسه وزن مولکولی در برابر نمودار تبدیل بین پلیمریزاسیون مرحله ای و پلیمریزاسیون با رشد زنجیره ای

پلیمریزاسیون مرحله‌ای به نوعی مکانیسم پلیمریزاسیون اشاره دارد که در آن مونومرهای دو عملکردی یا چند منظوره واکنش نشان می‌دهند تا ابتدا دایمرها، سپس تریمرها، الیگومرهای طولانی‌تر و در نهایت پلیمرهای زنجیره بلند را تشکیل دهند. بسیاری از پلیمرهای طبیعی و برخی از پلیمرهای مصنوعی با پلیمریزاسیون مرحله ای تولید می‌شوند، به عنوان مثال. پلی استرها، پلی آمیدها، پلی یورتان‌ها و غیره. با توجه به ماهیت مکانیسم پلیمریزاسیون، برای دستیابی به وزن مولکولی بالا به میزان بالایی از واکنش نیاز است. ساده‌ترین راه برای تجسم مکانیسم پلیمریزاسیون مرحله ای، گروهی از افراد است که دست‌های خود را نگه می‌دارند تا زنجیره‌ای انسانی تشکیل دهند—هر فرد دو دست دارد (= مکان‌های واکنشی). همچنین این امکان وجود دارد که بیش از دو مکان واکنش پذیر روی یک مونومر وجود داشته باشد: در این حالت پلیمرهای شاخه دار تولید می‌شوند.
IUPAC اصطلاح پلیمریزاسیون مرحله ای را منسوخ می‌کند و استفاده از اصطلاحات چندافزودنی را توصیه می‌کند، زمانی که مراحل انتشار واکنش‌های افزودن هستند و هیچ مولکولی در طول این مراحل تکامل نمی‌یابد، و پلی تراکم زمانی که مراحل انتشار واکنش‌های تراکم هستند و مولکول‌ها در طول این مراحل تکامل می‌یابند.
بیشتر پلیمرهای طبیعی که در مراحل اولیه جامعه بشری به کار می‌روند، از نوع تراکم هستند. سنتز اولین ماده پلیمری واقعاً مصنوعی، باکلیت، توسط لئو باکلند در سال ۱۹۰۷، از طریق یک روش پلیمریزاسیون مرحله ای معمولی فنل و فرمالدئید، اعلام شد. پیشگام علم پلیمرهای مصنوعی، والاس کاروترز، در دهه ۱۹۳۰ به عنوان رهبر گروه تحقیقاتی DuPont، ابزار جدیدی برای ساخت پلی استرها از طریق پلیمریزاسیون پله‌ای رشد ایجاد کرد. این اولین واکنشی بود که با هدف خاص ایجاد مولکول‌های پلیمری با وزن مولکولی بالا و همچنین اولین واکنش پلیمریزاسیون که نتایج آن توسط تئوری علمی پیش‌بینی شده بود، طراحی و انجام شد. کاروترز یک سری معادلات ریاضی را برای توصیف رفتار سیستم‌های پلیمریزاسیون پله ای توسعه داد که امروزه هنوز به عنوان معادلات کاروترز شناخته می‌شوند. آنها با همکاری پل فلوری، یک شیمیدان فیزیک، تئوری‌هایی را توسعه دادند که جنبه‌های ریاضی بیشتری از پلیمریزاسیون مرحله ای از جمله سینتیک، استوکیومتری، و توزیع وزن مولکولی و غیره را توصیف می‌کند.
"پلیمریزاسیون مرحله ای " و پلیمریزاسیون تراکمی دو مفهوم متفاوت هستند که همیشه یکسان نیستند. در واقع پلی یورتان با پلیمریزاسیون افزودنی پلیمریزه می‌شود (زیرا پلیمریزاسیون آن مولکول‌های کوچکی تولید نمی‌کند)، اما مکانیسم واکنش آن مربوط به پلیمریزاسیون مرحله ا
ی است.
تمایز بین «پلیمریزاسیون افزودنی» و «پلیمریزاسیون تراکمی» توسط والاس کاروترز در سال ۱۹۲۹ معرفی شد و به ترتیب به نوع محصولات اشاره دارد:[۲][۳]
- فقط یک پلیمر (اضافه)
- یک پلیمر و یک مولکول با وزن مولکولی کم (تراکم)

تمایز بین «پلیمریزاسیون مرحله ای» و «پلیمریزاسیون با رشد زنجیره ای» توسط پل فلوری در سال ۱۹۵۳ معرفی شد و به ترتیب به مکانیسم‌های واکنش اشاره دارد:[۴]
- توسط گروه‌های عاملی (پلیمریزاسیون مرحله ای)
- توسط رادیکال آزاد یا یون (پلیمریزاسیون با رشد زنجیره ای)

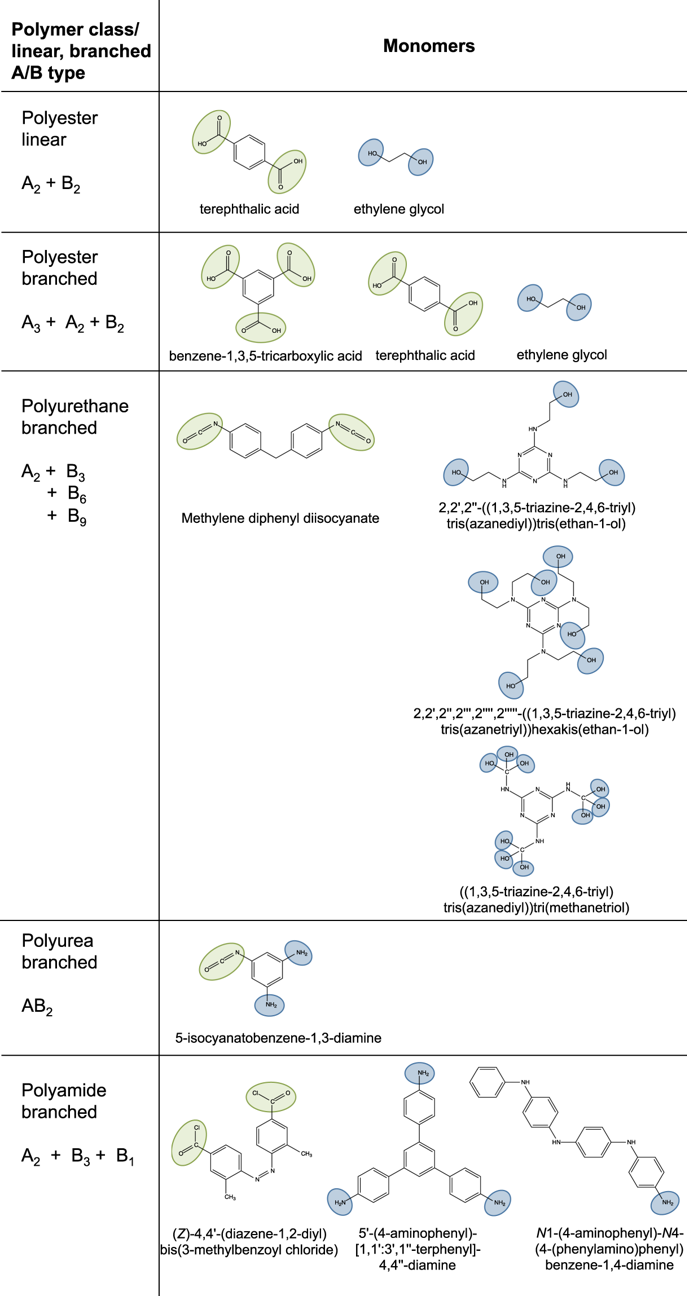
نمونه‌هایی از سیستم‌های مونومر که تحت پلیمریزاسیون مرحله ای قرار می‌گیرند.[۵] گروه‌های عملکردی واکنشی برجسته می‌شوند.

انواع پلیمرهای مرحله ای عبارت اند از:
- پلی استر دارای دمای انتقال شیشه بالا Tg و نقطه ذوب بالا Tm، خواص مکانیکی خوب تا حدود ۱۷۵ درجه سانتیگراد، مقاومت خوب در برابر حلال و مواد شیمیایی است. می‌تواند به صورت الیاف و فیلم وجود داشته باشد. اولی در پوشاک، نمد، طناب لاستیک و غیره استفاده می‌شود. دومی در نوار ضبط مغناطیسی و فیلم‌های درجه بالا ظاهر می‌شود.
- پلی آمید (نایلون) دارای تعادل خوبی از خواص است: استحکام بالا، کشش خوب و مقاومت در برابر سایش، چقرمگی خوب، مقاومت در برابر حلال مطلوب. کاربردهای پلی آمید عبارتند از: طناب، تسمه، پارچه‌های الیافی، نخ، جایگزین فلز در یاتاقان‌ها، ژاکت روی سیم برق.
- پلی یورتان می‌تواند به عنوان الاستومر با مقاومت سایشی خوب، سختی، مقاومت خوب در برابر گریس و کشش خوب، به عنوان الیاف با برگشت عالی، به عنوان پوشش‌هایی با مقاومت خوب در برابر حمله حلال و سایش و به عنوان فوم‌هایی با استحکام خوب، برگشت خوب و مقاومت ضربه بالا وجود داشته باشد.
- پلی اوره Tg بالا، مقاومت مناسب در برابر گریس‌ها، روغن‌ها و حلال‌ها را نشان می‌دهد. می‌توان از آن در آسترهای تخت کامیون، روکش پل، درزبندی و طرح‌های تزئینی استفاده کرد.
- پلی سیلوکسان، پلیمرهای مبتنی بر سیلوکسان در طیف گسترده‌ای از حالت‌های فیزیکی - از مایعات گرفته تا گریس‌ها، موم‌ها، رزین‌ها و لاستیک‌ها در دسترس هستند. به دلیل پایداری حرارتی کامل (به لطف سیلیکون، Si) موارد استفاده از این ماده شامل ضد کف و عوامل آزاد کننده، واشر، آب‌بندی، عایق کابل و سیم، مایعات داغ و مجرای گاز و غیره می‌باشد.
- پلی کربنات‌ها مواد شفاف و خود خاموش شونده هستند. آنها دارای خواصی مانند ترموپلاستی کریستالی، استحکام ضربه بالا، پایداری حرارتی و اکسیداتیو خوب هستند. آنها می‌توانند در ماشین آلات، صنایع خودروسازی و کاربردهای پزشکی استفاده شوند. به عنوان مثال، سایبان کابین هواپیمای F-22 Raptor از پلی کربنات با کیفیت نوری بالا ساخته شده‌است.
- پلی سولفیدها مقاومت فوق‌العاده ای در برابر روغن و حلال، نفوذ ناپذیری گاز خوب، مقاومت خوب در برابر ازن دارند. با این حال، بوی بدی دارد و استحکام کششی کم و همچنین مقاومت حرارتی ضعیفی را نشان می‌دهد. می‌توان از آن در شیلنگ‌های بنزین، واشرها و مکان‌هایی که نیاز به مقاومت در برابر حلال و مقاومت گاز دارند استفاده کرد.
- پلی اتر رفتار گرمانرم خوب، حلالیت در آب، خواص مکانیکی به‌طور کلی خوب، استحکام و سفتی متوسط را نشان می‌دهد. این در اندازه‌گیری برای الیاف پنبه و مصنوعی، تثبیت‌کننده‌ها برای چسب‌ها، بایندرها و فیلم‌سازها در داروسازی استفاده می‌شود.
- رزین فنل فرمالدئید (باکلیت) مقاومت خوبی در برابر حرارت، پایداری ابعادی و همچنین مقاومت خوبی در برابر اکثر حلال‌ها دارد. همچنین خواص دی الکتریک خوبی را نشان می‌دهد. این ماده معمولاً در کاربردهای قالب‌گیری، برق، رادیو، تلویزیون و قطعات خودرو استفاده می‌شود که از خواص دی الکتریک خوب آنها استفاده می‌شود. برخی از کاربردهای دیگر عبارتند از: آغشته کردن کاغذ، لاک، لمینت‌های تزئینی برای پوشش دیوار.
- پلیمرهای پلی تریازول از مونومرهایی تولید می‌شوند که دارای هر دو گروه عاملی آلکین و آزید هستند. واحدهای مونومر توسط یک گروه ۱٬۲٬۳-تریازول به یکدیگر مرتبط هستند. که توسط سیکلودافزودن ۱٬۳ دوقطبی که سیکلودافزودن آزید-آلکین Huisgen نیز نامیده می‌شود، تولید می‌شود. این پلیمرها می‌توانند به شکل یک رزین قوی[۸] یا یک ژل به خود بگیرند.[۹] با مونومرهای اولیگوپپتید حاوی یک آلکین پایانی و آزید پایانی، پلیمر پپتیدی کلیک شده حاصل به دلیل اثر اندوپپتیدازها بر روی واحد اولیگوپپتید، تجزیه پذیر خواهد بود.[۱۰]

###### پلیمرهای شاخه دار
یک مونومر با عملکرد ۳ یا بیشتر باعث ایجاد انشعاب در پلیمر می‌شود و در نهایت یک ساختار یا شبکه متقاطع را حتی در تبدیل کسری کم تشکیل می‌دهد. نقطه ای که در آن یک توپولوژی درخت مانند به یک شبکه منتقل می‌شود به عنوان نقطه ژل شناخته می‌شود زیرا با تغییر ناگهانی ویسکوزیته سیگنال می‌شود. یکی از قدیمی‌ترین به اصطلاح گرماسخت‌ها به نام باکلیت شناخته می‌شود. همیشه این آب نیست که در پلیمریزاسیون مرحله ای آزاد می‌شود: در متاتز دی ان غیر حلقوی یا ADMET، دی‌ن‌ها با از دست دادن اتن پلیمریزه می‌شوند.
سینتیک و سرعت پلیمریزاسیون مرحله ای را می‌توان با استفاده از مکانیزم پلی استریفیکاسیون توصیف کرد. استری سازی ساده یک فرایند کاتالیز شده با اسید است که در آن پروتونه شدن اسید با برهمکنش با الکل برای تولید یک استر و آب دنبال می‌شود. با این حال، چند فرض لازم برای این مدل جنبشی وجود دارد. اولین فرض این است که آب (یا هر محصول تراکم دیگری) به‌طور مؤثر حذف شده‌است. ثانیاً، واکنش‌های گروه عملکردی مستقل از طول زنجیره هستند. در نهایت، فرض بر این است که هر مرحله فقط شامل یک الکل و یک اسید است.
محصول پلیمریزاسیون مخلوطی از مولکول‌های پلیمری با وزن‌های مولکولی متفاوت است. به دلایل نظری و عملی، بحث دربارهٔ توزیع وزن‌های مولکولی در پلیمریزاسیون بسیار جالب است. توزیع وزن مولکولی (MWD) توسط فلوری با یک رویکرد آماری مبتنی بر مفهوم واکنش‌پذیری برابر گروه‌های عاملی استخراج شده‌است.[۱]
احتمال
پلیمریزاسیون مرحله‌ای ک فرایند تصادفی است، بنابراین ما می‌توانیم از آمار برای محاسبه احتمال یافتن یک زنجیره با واحدهای ساختاری x ("x-mer") به عنوان تابعی از زمان یا تبدیل استفاده کنیم.
{\displaystyle {\ce {{{\mathit {x}}AA}+{\mathit {x}}BB->AA-(BB-AA)_{{\mathit {x}}-1}-BB}}}
{\displaystyle {\ce {{\mathit {x}}AB->A-(B-A)_{{\mathit {x}}-1}-B}}}
احتمال اینکه یک گروه عملکردی 'A' واکنش نشان داده باشد
{\displaystyle p^{x-1}\,}
احتمال یافتن A بدون واکنش
{\displaystyle (1-p)\,}
ترکیب دو معادله فوق منجر به.
{\displaystyle P_{x}=(1-p)p^{x-1}\,}
جایی که Px احتمال یافتن زنجیره‌ای است که طول آن x واحد است و یک A بدون واکنش نشان می‌دهد. با افزایش x احتمال کاهش می‌یابد.
توزیع کسر عدد

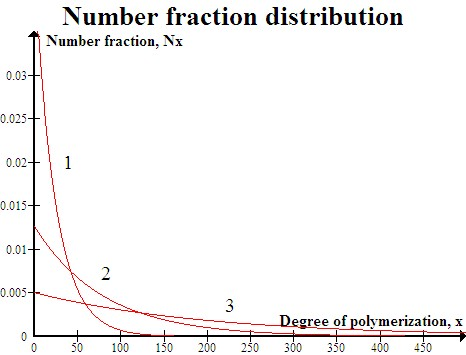
منحنی توزیع عدد-کسری برای پلیمریزاسیون خطی. قطعه ۱، p=۰٫۹۶۰۰; نمودار ۲، p=۰٫۹۸۷۵; نمودار ۳، p=۰٫۹۹۵۰.

توزیع کسر عددی کسر x-mers در هر سیستمی است و برابر با احتمال یافتن آن در محلول است.
{\displaystyle {\frac {N_{x}}{N}}=(1-p)p^{x-1}\,}
که در آن N تعداد کل مولکول‌های پلیمری موجود در واکنش است.[۱۴]
توزیع کسر وزنی
توزیع کسر وزنی کسر x-mers در یک سیستم و احتمال یافتن آنها بر حسب کسر جرمی است.[۱]
{\displaystyle {\frac {W_{x}}{W_{o}}}={\frac {xN_{x}M_{o}}{N_{o}M_{o}}}={\frac {xN_{x}}{N_{o}}}=x{\frac {N_{x}}{N}}{\frac {N}{N_{o}}}}
یادداشت:
Mo جرم مولی واحد تکرار است،
No تعداد اولیه مولکول‌های مونومر است،
و N تعداد گروه‌های عاملی واکنش نداده‌است
جایگزینی از معادله کاروترز:
{\displaystyle X_{n}={\frac {1}{1-p}}={\frac {N_{o}}{N}}}
اکنون می‌توانیم به دست آوریم:
{\displaystyle {\frac {W_{x}}{W_{o}}}=x(1-p)^{2}p^{x-1}\,}
PDI
شاخص پلی پراکندگی (PDI)، اندازه‌گیری توزیع جرم مولکولی در یک نمونه پلیمری معین است.
{\displaystyle PDI={\frac {M_{w}}{M_{n}}}}
با این حال، برای پلیمریزاسیون مرحله ای، می‌توان از معادله کاروترز برای جایگزینی و تنظیم مجدد این فرمول به شکل زیر استفاده کرد.
{\displaystyle PDI=1+p\,}
بنابراین، در مرحله رشد زمانی که p=۱، آنگاه PDI=۲ است.
نیاز به کنترل استوکیومتری
دو جنبه مهم با توجه به کنترل وزن مولکولی در پلیمریزاسیون وجود دارد. در سنتز پلیمرها، معمولاً فرد علاقه‌مند به بدست آوردن محصولی با وزن مولکولی بسیار خاص است، زیرا خواص پلیمر معمولاً به وزن مولکولی بسیار وابسته است. وزن مولکولی بالاتر یا کمتر از وزن مورد نظر به همان اندازه نامطلوب است. از آنجایی که درجه پلیمریزاسیون تابعی از زمان واکنش است، وزن مولکولی مورد نظر را می‌توان با خاموش کردن واکنش در زمان مناسب به دست آورد. با این حال، پلیمر به‌دست‌آمده از این طریق ناپایدار است، زیرا منجر به تغییر وزن مولکولی می‌شود، زیرا انتهای مولکول پلیمر حاوی گروه‌های عاملی است که می‌توانند بیشتر با یکدیگر واکنش نشان دهند.
با تنظیم غلظت دو مونومر به گونه ای که کمی غیر استوکیومتری باشند از این وضعیت جلوگیری می‌شود. یکی از واکنش دهنده‌ها به مقدار جزئی وجود دارد. سپس پلیمریزاسیون تا نقطه ای پیش می‌رود که در آن واکنش دهنده به‌طور کامل مصرف می‌شود و پلیمریزاسیون بیشتر امکان‌پذیر نیست و پلیمر در برابر تغییرات وزن مولکولی بعدی پایدار است.
روش دیگر برای دستیابی به وزن مولکولی مورد نظر، افزودن مقدار کمی مونومر تک عاملی است. مونومر تک عملکردی، که اغلب به عنوان درپوش زنجیری از آن یاد می‌شود، پلیمریزاسیون مونومرهای دو عملکردی را کنترل و محدود می‌کند، زیرا پلیمر در حال رشد، انتهای زنجیره ای را بدون گروه‌های عاملی ایجاد می‌کند و بنابراین قادر به واکنش بیشتر نیست.
جنبه‌های کمی
برای کنترل مناسب وزن مولکولی پلیمر، عدم تعادل استوکیومتری مونومر دو عملکردی یا مونومر تک عملکردی باید دقیقاً تنظیم شود. اگر عدم تعادل غیراستوکیومتری خیلی بزرگ باشد، وزن مولکولی پلیمر خیلی کم خواهد بود. درک اثر کمی عدم تعادل استوکیومتری واکنش دهنده‌ها بر وزن مولکولی مهم است. همچنین، این امر برای دانستن اثر کمی ناخالصی‌های واکنشی که ممکن است در ابتدا در مخلوط واکنش وجود داشته باشد یا در اثر واکنش‌های جانبی نامطلوب ایجاد شده‌اند، ضروری است. ناخالصی‌های دارای گروه‌های عاملی A یا B ممکن است وزن مولکولی پلیمر را به شدت کاهش دهند، مگر اینکه حضور آنها از نظر کمی در نظر گرفته شود.
به‌طور مفیدتر، عدم تعادل استوکیومتری دقیقاً کنترل شده واکنش دهنده‌ها در مخلوط می‌تواند نتیجه مطلوب را ارائه دهد. به عنوان مثال، بیش از دی آمین بیش از یک کلرید اسید در نهایت یک پلی آمید با دو گروه انتهایی آمین تولید می‌کند که وقتی کلرید اسید کاملاً مصرف می‌شود قادر به رشد بیشتر نیستند. این را می‌توان در بسط معادله کاروترز به صورت زیر بیان کرد:
{\displaystyle X_{n}={\frac {(1+r)}{(1+r-2rp)}}}
که r نسبت تعداد مولکول‌های واکنش دهنده‌ها است.
{\displaystyle r={\frac {N_{AA}}{N_{BB}}}}
معادله بالا همچنین می‌تواند برای یک افزودنی تک عملکردی استفاده شود که به شرح زیر است:
{\displaystyle r={\frac {N_{AA}}{(N_{BB}+2N_{B})}}}
که در آن NB تعداد مولکول‌های تک عملکردی اضافه شده‌است. ضریب ۲ در مقابل NB ضروری است زیرا یک مولکول B همان اثر کمی یک مولکول B-B اضافی را دارد.
یک مونومر با عملکرد ۳ دارای ۳ گروه عاملی است که در پلیمریزاسیون شرکت می‌کنند. این باعث ایجاد انشعاب در یک پلیمر می‌شود و در نهایت ممکن است یک ماکروساختار متقاطع ایجاد کند. نقطه ای که این شبکه سه بعدی سه بعدی در آن شکل می‌گیرد به عنوان نقطه ژل شناخته می‌شود که با تغییر ناگهانی ویسکوزیته نشان داده می‌شود.
یک فاکتور عملکرد عمومی تر fav برای پلیمریزاسیون چند زنجیره ای تعریف شده‌است، به عنوان میانگین تعداد گروه‌های عاملی موجود در هر واحد مونومر. برای سیستمی که ابتدا مولکول‌های N0 و تعداد معادل دو گروه عملکرد A و B دارد، تعداد کل گروه‌های عاملی N0fav است.
{\displaystyle f_{av}={\frac {\sum N_{i}\cdot f_{i}}{\sum N_{i}}}}
یک مونومر با عملکرد ۳ دارای ۳ گروه عاملی است که در پلیمریزاسیون شرکت می‌کنند. این باعث ایجاد انشعاب در یک پلیمر می‌شود و در نهایت ممکن است یک ماکروساختار متقاطع ایجاد کند. نقطه ای که این شبکه سه بعدی سه بعدی در آن شکل می‌گیرد به عنوان نقطه ژل شناخته می‌شود که با تغییر ناگهانی ویسکوزیته نشان داده می‌شود.
و معادله کاروترز اصلاح شده‌است
{\displaystyle x_{n}={\frac {2}{2-pf_{av}}}}
p برابر است با:{\displaystyle {\frac {2(N_{0}-N)}{N_{0}\cdot f_{av}}}}
نیروی محرکه در طراحی پلیمرهای جدید، چشم‌انداز جایگزینی سایر مصالح ساختمانی، به ویژه فلزات، با استفاده از پلیمرهای سبک‌وزن و مقاوم در برابر حرارت است. از مزایای پلیمرهای سبک می‌توان به موارد زیر اشاره کرد: استحکام بالا، مقاومت در برابر حلال و شیمیایی، کمک به انواع کاربردهای بالقوه مانند قطعات الکتریکی و موتور در قطعات خودرو و هواپیما، پوشش روی ظروف پخت و پز، روکش و برد مدار دستگاه‌های الکترونیکی و میکروالکترونیکی و غیره. زنجیره‌های پلیمری مبتنی بر حلقه‌های معطر به دلیل استحکام باند بالا و زنجیره‌های پلیمری سفت و سخت مطلوب هستند. وزن مولکولی بالا و اتصال عرضی به همین دلیل مطلوب است. دوقطبی-دوقطبی قوی، برهمکنش‌های پیوند هیدروژنی و بلورینگی نیز مقاومت حرارتی را بهبود می‌بخشد. برای به دست آوردن استحکام مکانیکی مطلوب، وزن مولکولی به اندازه کافی بالا لازم است، با این حال، کاهش حلالیت یک مشکل است. یک رویکرد برای حل این مشکل، معرفی برخی از پیوندهای انعطاف‌پذیر مانند ایزوپروپیلیدین، C=O و SO است.
با استفاده از یک مونومر یا کومونومر مناسب، وارد زنجیره پلیمری سفت و سخت شوید. رویکرد دیگر شامل سنتز الیگومرهای تله‌کلیک واکنش‌دهنده حاوی گروه‌های انتهایی عملکردی است که قادر به واکنش با یکدیگر هستند، پلیمریزاسیون الیگومر وزن مولکولی بالاتری را ایجاد می‌کند که به آن گسترش زنجیره می‌گویند.
پلی اتر معطر

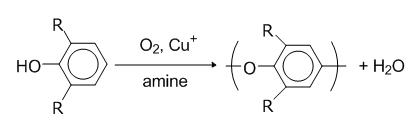

پلیمریزاسیون جفت اکسیداتیو بسیاری از فنل‌های ۲٬۶-دیگر جانشین شده با استفاده از یک کمپلکس کاتالیزوری از نمک مس و آمین، پلی اترهای معطر را تشکیل می‌دهد که به‌طور تجاری به عنوان پلی (p-phenylene oxide) یا PPO نامیده می‌شود. Neat PPO به دلیل ویسکوزیته مذاب بالا کاربرد تجاری کمی دارد. محصولات موجود آن ترکیبی از PPO با پلی استایرن با ضربه بالا (HIPS) است.
پلی اتر سولفون
پلی اتر سولفون (PES) همچنین به عنوان پلی اترکتون، پلی سولفون شناخته می‌شود. این ماده با جایگزینی آروماتیک هسته دوست بین دی هالیدهای معطر و نمک‌های بیسفنولات سنتز می‌شود. پلی اتر سولفون‌ها تا حدی کریستالی هستند و در برابر طیف وسیعی از محیط‌های آبی و آلی بسیار مقاوم هستند. آنها برای سرویس مداوم در دمای ۲۴۰–۲۸۰ درجه سانتیگراد رتبه‌بندی شده‌اند. پلی کتون‌ها در زمینه‌هایی مانند خودروسازی، هوافضا، عایق کابل برق-الکترونیک کاربرد دارند.
پلی سولفیدهای معطر

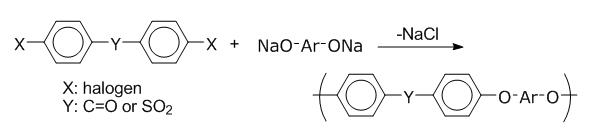

پلی (p-phenylene sulfide) (PPS) با واکنش سولفید سدیم با p-dichlorobenzene در یک حلال قطبی مانند 1-methyl-2-pyrrolidinone (NMP) سنتز می‌شود. ذاتاً در برابر شعله مقاوم است و در برابر شرایط آلی و آبی پایدار است. با این حال، تا حدودی به اکسیدان‌ها حساس است. کاربردهای PPS شامل خودرو، اجزای اجاق مایکروویو، پوشش ظروف پخت و پز در صورت ترکیب با پلیمرهای فلوروکربن و پوشش‌های محافظ برای دریچه‌ها، لوله‌ها، سلول‌های الکتروموتور و غیره است.[۱۸]
پلی آمید معطر

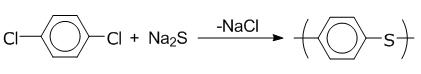

پلی آمیدهای معطر با واکنش دی انیدریدها با دی آمین‌ها، به عنوان مثال، انیدرید پیروملیتیک با p-phenylenediamine سنتز می‌شوند. همچنین می‌توان با استفاده از دی ایزوسیانات‌ها به جای دی آمین‌ها این کار را انجام داد. ملاحظات حلالیت گاهی اوقات استفاده از نیمه اسید-نیم استر دیانی هیدرید را به جای خود دی هیدرید پیشنهاد می‌کند. پلیمریزاسیون به دلیل حل نشدن پلی آمیدها با یک فرایند دو مرحله ای انجام می‌شود. مرحله اول یک پلی (اسید آمیک) با وزن مولکولی بالا محلول و قابل ذوب را در یک حلال آپروتیک قطبی مانند NMP یا N,N-دی متیل استامید تشکیل می‌دهد.
رویکرد الیگومر تله‌کلیک

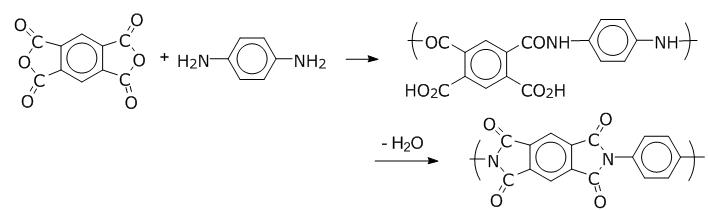

روش الیگومر تله‌کلیک معمولاً در وزن مولکولی ۵۰–۳۰۰۰ است. واکنش دهنده تک عملکردی نه تنها پلیمریزاسیون را محدود می‌کند، بلکه الیگومر را با گروه‌های عاملی می‌پوشاند که قادر به واکنش‌های بعدی برای رسیدن به پخت الیگومر هستند. برای این منظور از گروه‌های عاملی مانند آلکین، نوربورن، مالیمید، نیتریت و سیانات استفاده شده‌است. آلکین، نیتریل، و الیگومرهای با پوشش انتهایی سیانات می‌توانند تحت سیکلوتیمریزاسیون قرار گیرند و ساختارهای معطر ایجاد کنند.
Conducting polymer
Fire-safe polymers
Liquid crystal polymer
Random graph theory of gelation
Thermosetting plastic
1. Cowie JM, Arrighi V (2008). Polymers: Chemistry and Physics of Modern Materials (3rd ed.). CRC Press.
2. Carothers WH (1929). "Studies on Polymerization and Ring Formation. I. An Introduction to the General Theory of Condensation Polymers". Journal of the American Chemical Society. 51 (8): 2548–2559. doi:10.1021/ja01383a041.
3. Flory PJ (1953). Principles of Polymer Chemistry. Cornell University Press. p. 39. ISBN 0-8014-0134-8.
4. Selke SE, Culter JD, Hernandez RJ (2004). Plastics packaging: Properties, processing, applications, and regulations. Hanser. p. 29. ISBN 1-56990-372-7.
5. Schamboeck V, Iedema PD, Kryven I (فوریه ۲۰۱۹). "Dynamic Networks that Drive the Process of Irreversible Step-Growth Polymerization". Scientific Reports. 9 (1): 2276. doi:10.1038/s41598-018-37942-4. PMC 6381213. PMID 30783151.
6. Seymour R (1992). Polymer Chemistry An Introduction. Marcel Dekker, Inc. ISBN 978-0-8247-8719-6.
7. Mark HF, Bikales NM, Overberger CG, Menges G (1988). Encyclopedia of Polymer Science and Engineering. New York: Wiley-Interscience.
8. Wan L, Luo Y, Xue L, Tian J, Hu Y, Qi H, et al. (2007). "Preparation and properties of a novel polytriazole resin". J. Appl. Polym. Sci. 104 (2): 1038–1042. doi:10.1002/app.24849.
9. Li Y, Wan L, Zhou H, Huang F, Du L (2013). "A novel polytriazole-based organogel formed by the effects of copper ions". Polym. Chem. 4 (12): 3444–3447. doi:10.1039/C3PY00227F.
10. van Dijk M, Nollet ML, Weijers P, Dechesne AC, van Nostrum CF, Hennink WE, et al. (اکتبر ۲۰۰۸). "Synthesis and characterization of biodegradable peptide-based polymers prepared by microwave-assisted click chemistry". Biomacromolecules. 9 (10): 2834–43. doi:10.1021/bm8005984. PMID 18817441.
11. Gnanou Y, Fontanille M (2007). Organic and Physical Chemistry of Polymers. Wiley. ISBN 978-0-471-72543-5.
12. Flory P (1990). Principles of Polymer Chemistry. Cornell University Press. pp. 321–322. ISBN 978-0-8014-0134-3.
13. Odian G (1991). Principles of polymerization. John Wiley& Sons, INC. ISBN 978-0-471-61020-5.
14. Stockmayer W (1952). "Molecular distribution in condensation polymers". Journal of Polymer Science. IX (1): 69–71. Bibcode:1952JPoSc...9...69S. doi:10.1002/pol.1952.120090106.
15. Stevens M (1990). Polymer Chemistry An Introduction. Oxford University Press. ISBN 978-0-19-505759-1.
16. Wallace Carothers (1936). "Polymers and polyfunctionality". Transactions of the Faraday Society. 32: 39–49. doi:10.1039/TF9363200039.
17. Rogers ME, Long TE, Turners SR. Synthetic methods in step-growth polymers. Wiley-Interscience.
18. Walton D, Phillip L (2000). Polymers. Oxford Univ Pr on Demand. ISBN 978-0-19-850389-7.

1. ↑   {{cite book}}: Empty citation (help)